# Pyrota lineata
Pyrota lineata là một loài bọ cánh cứng trong họ Meloidae. Loài này được Olivier miêu tả khoa học năm 1795.